# Astrid Nielsen
Astrid Søndergård Nielsen (født 5. december 2002 i Grindsted, Billund Kommune, Danmark) er en dansk svømmer.
Hun svømmer i Esbjerg Svømmeklub.
Til hverdag går hun på Østerbyskolen i Vejen.

## Resultater
Hun vandt i sommeren 2018 DM i langbane hvor hun vandt 50m bryst, 100m bryst og 200m bryst og var med til at vinde 4x100 hold-medley.
 Der er for få eller ingen kildehenvisninger i denne artikel, hvilket er et problem. Du kan hjælpe ved at angive troværdige kilder til de påstande, som fremføres i artiklen.